# Edificio Médico-Dental
El Edificio Médico-Dental  es un edificio histórico ubicado en San Diego, California.  Edificio Médico-Dental se encuentra inscrito  en el Registro Nacional de Lugares Históricos desde el 04 de septiembre de 1979. Stevenson, Frank W. fue el arquitecto quién diseñó Edificio Médico-Dental.

## Ubicación
El Edificio Médico-Dental se encuentra dentro del condado de San Diego en las coordenadas 32°43′06″N 117°09′41″O / 32.718333, -117.161389.